# Luis Delís
Luis Mariano Delís Fournier (* 6. Dezember 1957 in Guantánamo) ist ein ehemaliger kubanischer Diskuswerfer.
1980 gewann er bei den Olympischen Spielen mit 66,32 m Bronze hinter dem Überraschungssieger Wiktor Raschtschupkin (66,64 m) aus der Sowjetunion und Imrich Bugár (66,38 m) aus der Tschechoslowakei. Die Olympiateilnahme 1980 sollte für Delís die einzige bleiben, denn Kuba boykottierte die Spiele 1984 und 1988.
Am 21. Mai 1983 erreichte Delís in La Habana mit 71,06 m seine persönliche Bestleistung, die auch 2006 noch kubanischen Landesrekord bedeutet. Bei den ersten Leichtathletik-Weltmeisterschaften 1983 in Helsinki gewann Delís mit 67,36 m Silber hinter Imrich Bugár (67,72 m) und vor dem zweiten Vertreter der Tschechoslowakei Géjza Valent.
Bei der Weltmeisterschaft 1987 gewann Jürgen Schult aus der DDR mit 68,74 m vor dem US-Amerikaner John Powell mit 66,22 m. Delís gewann mit 66,02 m Bronze mit sechs Zentimeter Vorsprung auf Rolf Danneberg aus der Bundesrepublik Deutschland.
Neben seinen drei Medaillen bei Olympischen Spielen und Weltmeisterschaften gewann Luis Delís Gold bei der Universiade 1983 und 1985 und bei den Panamerikanischen Spielen 1983 und 1987. 1990 wurde er wegen Dopings für zwei Jahre gesperrt.
Luis Delís ist 1,85 m groß und wog zu Wettkampfzeiten 105 kg. Nach seiner Karriere trainierte Delís unter anderem die Olympiasiegerin Maritza Martén.